# Georg Ahlrot
Adolf Georg Gabriel Ahlrot, född 10 oktober 1865 i Kalmar, Kalmar län, död 17 oktober 1944 i Malmö Sankt Petri, Malmöhus län, var en svensk ingenjör och industriman. Han var far till Einar Ahlrot.

## Biografi
Efter avgångsexamen från Chalmers tekniska läroanstalt i Göteborg 1889 genomförde Ahlrot tioårig praktik vid Tysklands största skeppsvarv, varav fyra år som överingenjör. Han var konstruktör vid Karlskronavarvet 1899–1902 och överingenjör vid Bergsunds Mekaniska Verkstad i Stockholm 1902–1904. Han var verkställande direktör för Kockums Mekaniska Verkstad i Malmö 1904–1939, styrelseordförande där från 1935, ledamot av Sveriges verkstadsförenings överstyrelse och ordförande i dess södra kretsstyrelse. Han var ledamot av Malmö stads stadsfullmäktige 1909–1912, av hamndirektionen från 1904 och av Malmö stads avlöningsnämnd. År 1939 blev Ahlrot ledamot av första klassen av Krigsvetenskapsakademien, och 1926 blev Ahlrot korresponderande ledamot av Kungliga Örlogsmannasällskapet och 1936 hedersledamot.
Ahlrot var son till prosten Pehr Ahlrot och Maria Ahlqvist. Han gifte sig 1895 med Agnes Bagge (1866–1931), dotter till grosshandlaren Samuel Bagge och Agnes Jansson. Makarna Ahlrot är begravda på Norra begravningsplatsen utanför Stockholm.

## Utmärkelser
- Kommendör av första klassen av Nordstjärneorden, 6 juni 1936.[4]
- Riddare av Nordstjärneorden, 1918.[5]
- Kommendör av första klassen av Vasaorden, 13 juni 1931.[6]
- Kommendör av andra klassen av Vasaorden, 6 juni 1922.[7]
- Riddare av första klassen av Vasaorden, 1914.[8]